# Semaine d'art moderne

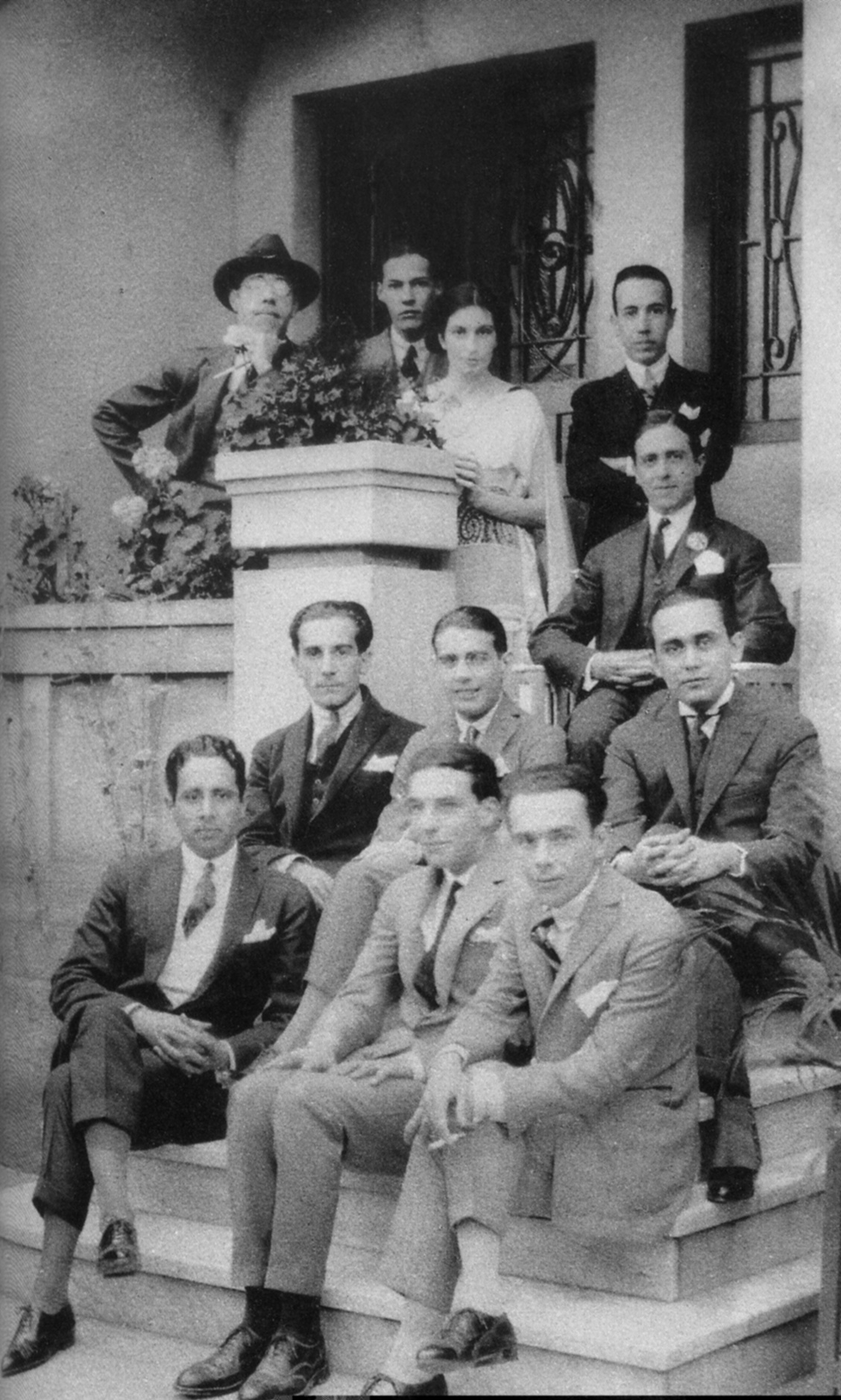
Groupe d'artistes de la semaine de 1922, parmi lesquels Mário de Andrade (en haut à gauche), Rubens Borba de Moraes (assis, second en partant de la gauche), Tácito, Mário de Almeida, Guilherme de Almeida et Yan de Almeida Prado.

La Semaine d'Art Moderne ou « Semaine de 22 », connue en portugais sous le nom de Semana de Arte Moderna ou de Semana de 22, est une manifestation artistique, dans les domaines de la poésie et de la littérature, de la peinture, de la sculpture et de la musique, organisée du 13 au 17 février 1922 au Théâtre municipal de São Paulo, au Brésil.
Cet événement est considéré comme fondateur et représentatif, au Brésil, de l'émergence dans les années 1920 du modernisme brésilien, courant artistique et culturel porté par des formes artistiques nouvelles, en rupture avec l'art académique et traditionnel des élites brésiliennes qui a dominé le XIXe siècle, et influencées par les mouvements avant-gardistes européens tels que le cubisme, le surréalisme et le futurisme,.